# سلمى حايك
سلمى فالغارما حايك بينو(بالإنجليزية: Salma Hayek)‏(2 سبتمبر 1966-)، هي ممثلة ومنتجة أفلام مكسيكية-أمريكية. بدأت مسيرتها الفنية في المكسيك من خلال أدوار بطولة في المسلسل التلفزيوني "تيريزا" (1989-1991) والدراما الرومانسية "زقاق المعجزات" (1995). سرعان ما أثبتت مكانتها في هوليوود من خلال ظهورها في أفلام مثل "خارج عن القانون" (1995)، و"من الغسق حتى الفجر" (1996)، و"الغرب المتوحش المتوحش" (1999)، و"عقيدة" (1999).
ترشحت سلمى لجائزة الأوسكار لأفضل ممثلة لأدائها دور الرسامة فريدا كالو في فيلم السيرة الذاتية "فريدا" (2002)، الذي أنتجته أيضًا وهو ما جعلها أول ممثلة مكسيكية تُرشح للجائزة. في السنوات التالية، ركزت حايك أكثر على الإنتاج مع بطولتها في أفلام حركية مثل "حدث ذات مرة في مكسيكو" (2003)، و"بعد الغروب" (2004)، و"سارقات" (2006). حققت نجاحًا تجاريًا أكبر مع الكوميديا "البالغون" (2010)، و"البالغون 2" (2013)، و"الحارس الشخصي لقاتل محترف" (2017)، كما قدمت صوتها في أفلام متحركة مثل "القط ذو الحذاء" (2011)، و"حفلة النقانق" (2016)، و"القط ذو الحذاء: الأمنية الأخيرة" (2022). كما لقي أداؤها استحسان النقاد في الدراما "حكاية الحكايات" (2015)، و"بياتريز في العشاء [الإنجليزية]" (2017)، و"بيت غوتشي" (2021). لعبت دور أجاك في فيلم "الخالدون" (2021) من عالم مارفل السينمائي، الذي أصبح أعلى أفلامها الحية دخلًا.
حصل عمل حايك في الإخراج والإنتاج والتمثيل التلفزيوني على أربعة ترشيحات لجوائز إيمي. فازت بجائزة إيمي النهارية لأفضل إخراج في برنامج خاص للأطفال عن "معجزة مالدونادو" (2004)، وحصلت على ترشيحين لجائزة إيمي برايم تايم: أحدهما لأفضل ممثلة ضيفة في مسلسل كوميدي والآخر لأفضل مسلسل كوميدي، عن عملها في المسلسل الكوميدي الدرامي "بيتي القبيحة" (2006-2010). كما أنتجت وظهرت في دور مينيرفا ميرابال في فيلم شوتايم "في زمن الفراشات" (2001) وشاركت كضيفة في المسلسل الكوميدي "30 روك" (2009-2013).
كشخصية عامة، صنفت حايك من بين أقوى وأكثر الممثلات اللاتينيات تأثيرًا في هوليوود، وأُدرجت بين أجمل نساء العالم من قبل العديد من وسائل الإعلام. اختارتها مجلة تايم كواحدة من أكثر 100 شخصية مؤثرة في العالم في عام 2023. في عام 2021، تم تكريمها بنجمة على ممر المشاهير في هوليوود. هي متزوجة من رجل الأعمال فرانسوا-هنري بينو ولديهما ابنة.

## النشأة
ولدت في كوتزكولكوس، فيراكروز، المكسيك، في الثاني من أيلول في عام 1966 هي ابنة سامي حايك دومينغيز هو تنفيذي في شركة نفط وكان عمدة مدينة كوتزكولكوس وهو من أصل لبناني وقد هاجر جدها من أبيها من لبنان إلى المكسيك أما والدتها فهي مكسيكية من أصل إسباني. وهي من أسرة ميسورة وتعدّ نفسها من أتقياء الروم الكاثوليك. أُرسلت إلى أكاديمية «القلب الأقدس» في «كوتو الكبرى»، لويزيانا. في سن الثانية عشرة أثناء وجودها هناك شخصت أنه معها مرض عسر القراءة. درست في كلية في مكسيكو سيتي، حيث درست العلاقات الدولية في الجامعة الإيبيرية الأمريكية.

### الطفولة والمراهقة
تأثرت بشكل كبير بوالدتها التي كانت من مغنيات الأوبرا، إضافة إلى عملها كمدرسة موسيقى، فعلى الرغم من إصرار والدها على أن تتابع دراستها في العلاقات الدولية على اعتبار أنه رجل أعمال شهير، إلا أنها فضّلت عدم تحقيق حلمه واختارت طريق الفن الذي يبدو واضحاً أنها قد ورثته عن والدتها لإنها التحقت في بدايتها المبكرة بدار الأوبرا الإسبانية.
وفي طفولة سلمى المبكرة كانت جدتها مصممة على أن تجعل حفيدتها جميلة وذلك بحلق شعر رأسها وشد حواجبها معتقدة أن هذا يزيد من جمالها ومظهرها وبجانب ذلك كانت مصرّة على أن تجعلها متعلمة فأدخلها والديها مدرسة داخلية في لويزانا بأمريكا عندما كان عمرها 12 سنة وقد أظهرت تفوّقا في دراستها وعادت لمنزلها بالمكسيك بعد سنتين من الدراسة لتعود ثانية لتعيش مع عمتها في ولاية هيوستن الأمريكية في سن 17.
عادت سلمى مرة أخرى إلى المكسيك، لمتابعة دراستها الجامعية في العلاقات الدولية، استجابة لضغوط والدها، لكن حبها المكسيك بدأ يظهر، وبدأت اللعب أدوارا مختلفة على مسارح العاصمة مكسيكيو سيتي، وبعد أن مثلت بطولة مسرحية (علاء الدين والمصباح السحري) توجهت إلى التلفزيون لتصبح ممثلة إعلانات تجارية لتقطع علاقتها مع الجامعة نهائياً، ثم شاركت بعد محطة الإعلانات في مسلسل تلفزيوني كوميدي، أما نقطة الانعطاف الحقيقية في حياتها الفنية في المكسيك فقد حدثت عندما شاركت في مسلسل تلفزيوني حمل اسم تريزا.
تشير حايك إلى أن طموحها الفني لم يتوقف عند هذه المرحلة، فرغم شهرتها في بلدها المكسيك إلا أن هدفها كان الذهاب إلى هوليوود في الولايات المتحدة بحثاً عن فرصتها هناك، وبالفعل غادرت إلى هوليود، لكن سنتها الأولى كانت متعثرة، فهي ما زالت تذكر لحظات وصولها الأولى إلى لوس أنجلوس عندما عرض عليها العمل كمساعدة مكياج واعترفت حايك مؤخراً و-لأول مرة- بأنها قضت فترة بدايتها الفنية في الولايات المتحدة كمهاجرة غير شرعية في أوائل تسعينيات القرن الماضي، وهي الفترة التي وصفتها بـ«الأسوأ» في حياتها، ولم تكن تدرك وقتها أنها ستصبح من أشهر نجمات هوليوود.

## مشوارها الفني
بدأت حياتها الفنية بالعمل في الإعلانات التلفزيونية بالمكسيك وبعد أن حققت بعض النجاح انتقلت إلى لوس أنجلوس وبعد أن عملت بأدوار صغيرة في أفلام مختلفة بدأت سلمى تظهر كممثلة جيدة بعد دورها في فيلم (Desperado) عام 1995، اختيرت سلمى في استفتاء مجلة بيبول الأمريكية كواحدة من أجمل خمسين شخص في العالم عام 1996. مثلت عدة أفلام دراما بالإنجليزية والإسبانية، ودخلت سينما هوليوود وكانت البطلة بعدة مسلسلات مكسيكية، ومن أفلامها «اسك ذا دست» مع كوللين فيريل. ولسلمى حايك طفل واحد من صديقها رجل الأعمال الفرنسي فرانسوا أونري بينو، الذي انفصلت عنه في منتصف شهر يوليو عام 2008 كما أوردت ذلك مجلة بيبول الأمريكية.

## الصورة العامة

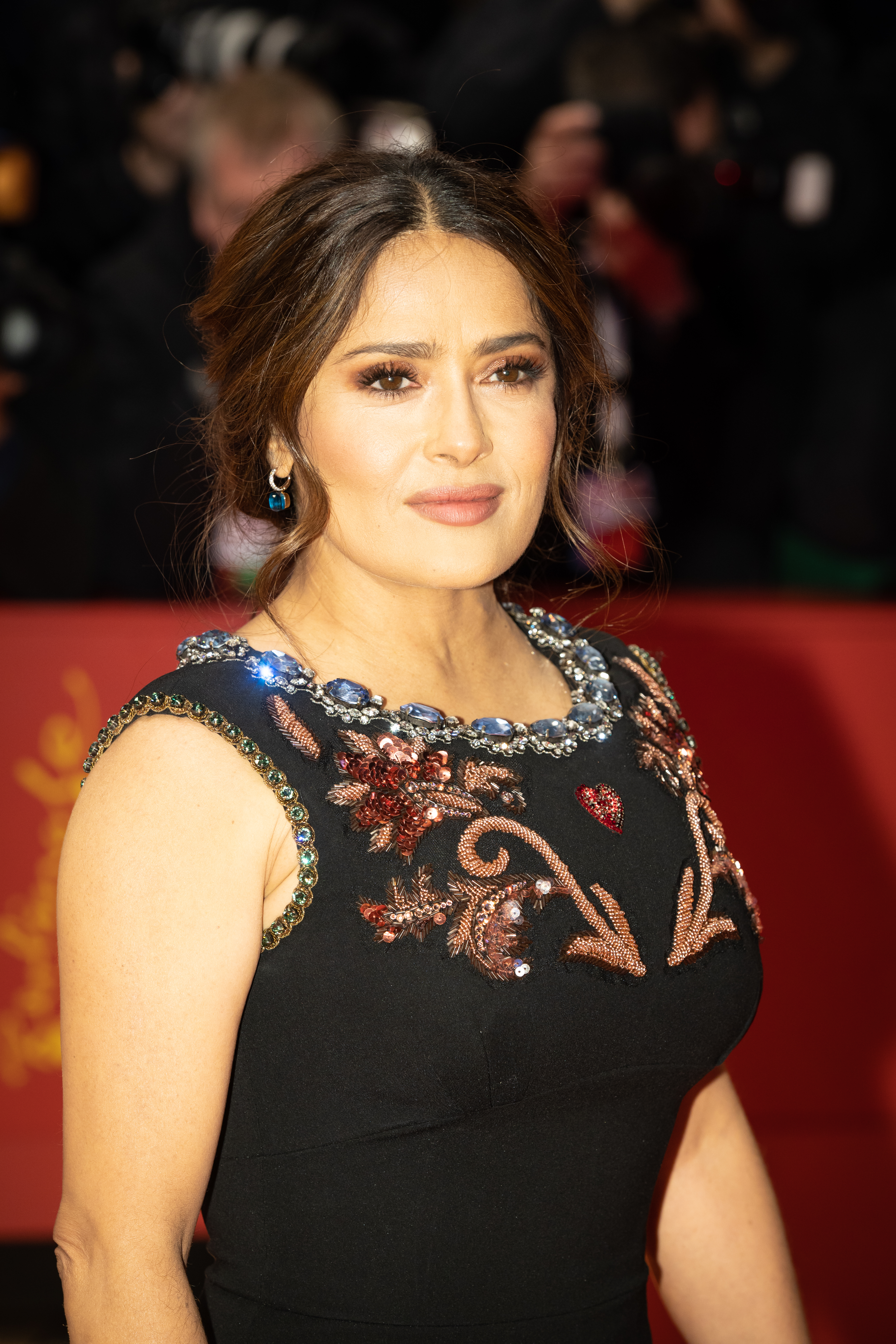
سلمى حايك في مهرجان برلين السينمائي الدولي السبعين 2020

كانت سلمى حايك في بداية مسيرتها الفنية تُعتبر رمزًا للجاذبية، حيث ركزت معظم أفلامها الأولى مثل أفلام الأكشن ديسبيرادو ومن الغسق حتى الفجر وفليد، على تقديمها في أدوار مثيرة، مما جعلها وجهًا مألوفًا لدى الجمهور. وصفتها العديد من وسائل الإعلام بأنها واحدة من أجمل ممثلات هوليوود، واختارتها مجلة بيبول ضمن قائمة "أجمل 50 شخصًا في العالم" أعوام 1996 و2003 و2008. كما صنفتها مجلة مكسيم في المرتبتين 34 و90 ضمن قائمتها لأكثر 100 إمرأة جاذبية لعامي 2005 و2007، وأدرجتها مجلة إف إتش إم ضمن "أكثر 100 امرأة إثارة في العالم" عامي 2005 و2006.
في استطلاع أجرته E-Poll Market Research في يوليو 2007، صنفت حايك على أنها "الشخصية المشهورة الأكثر إثارة" بين 3000 شخصية عامة، حيث وصفها 65% من المشاركين بكلمة "مُثيرة". كما اختير فستان أرماني الذي ارتدته في حفل توزيع جوائز الأوسكار عام 1997 ضمن قائمة تلفزيون الترفيه لأكثر خمسة فساتين لفتًا للأنظار في تاريخ الأوسكار.
بين 7 أبريل و18 يونيو 2006، استضاف مركز بلو ستار للفن المعاصر في سان أنطونيو، تكساس، معرضًا بعنوان "سولامينتي سالما" (بالإسبانية: "سلمى فقط")، ضمّ 16 لوحة بورتريه من إبداع الرسام الجداري جورج يبيس وصانع الأفلام روبرت رودريغيز، حيث صُوّرت حايك في هيئة إلهة الأزتك إتزبابالوتل. وفي يوليو 2007، صنفتها هوليوود ريبورتر في المرتبة الرابعة ضمن قائمة لاتينو باور 50، التي تضم أقوى الشخصيات اللاتينية في هوليوود. وفي عام 2008، حصلت على جائزة لوسي من منظمة (النساء في الأفلام) تكريمًا لمساهماتها في تعزيز صورة المرأة في التلفزيون، كما احتلت المرتبة 17 في قائمة إنترتينمنت ويكلي لأذكى 25 شخصية في التلفزيون.
ظهرت حايك على أغلفة العديد من المجلات العالمية طوال مسيرتها، مثل إن ستايل وإل وبريميير وغلامور وفارايتي في أمريكا الشمالية، ومكسيم وماري كلير وتوتال فيلم في بريطانيا، وأنتروفو ومدام فيغارو في فرنسا. كما كانت واحدة من بين 15 امرأة تم اختيارهن للظهور على غلاف عدد سبتمبر 2019 من مجلة فوغ البريطانية، الذي أشرفت على تحريره ميغان، دوقة ساسكس.

## فيلموجرافيا
أفلام
| سنة  | فيلم                                     | الدور                        |
| ---- | ---------------------------------------- | ---------------------------- |
| 1993 | Mi Vida Loca                             | Gata                         |
| 1994 | Roadracers                               | Donna                        |
| 1995 | زقاق المدق                               | Alma                         |
| 1995 | خارج عن القانون                          | Carolina                     |
| 1995 | لعبة عادلة                               | Rita                         |
| 1995 | أربع غرف                                 | TV Dancing Girl              |
| 1996 | من الغسق حتى الفجر                       | Santanico Pandemonium        |
| 1996 | Follow Me Home ‏                          | Betty                        |
| 1996 | Fled                                     | Cora                         |
| 1997 | Fools Rush In ‏                           | Isabel Fuentes               |
| 1997 | Breaking Up ‏                             | Monica                       |
| 1997 | Sistole Diastole                         | Carmelita                    |
| 1998 | 54                                       | Anita                        |
| 1998 | The Velocity of Gary                     | Mary Carmen                  |
| 1998 | The Faculty                              | Nurse Harper                 |
| 1999 | دوغما                                    | Serendipity                  |
| 1999 | El Coronel No Tiene Quien Le Escriba ‏    | Julia                        |
| 1999 | برية الغرب المتوحش                       | Rita Escobar                 |
| 2000 | Timecode                                 | Rose                         |
| 2000 | Living It Up ‏                            | Lola                         |
| 2000 | Chain of Fools ‏                          | Sergeant Meredith Kolko      |
| 2000 | إتجار                                    | Rosario                      |
| 2001 | Hotel                                    | Charlee Boux                 |
| 2001 | في زمن الفراشات                          | Minerva Mirabal              |
| 2002 | فريدا                                    | فريدا كاهلو                  |
| 2003 | Spy Kids 3-D: Game Over                  | Francesca Giggles            |
| 2003 | حدث ذات مرة في مكسيكو                    | Carolina                     |
| 2003 | V-Day: Until the Violence Stops          | Herself                      |
| 2004 | بعد الغروب                               | Lola Cirillo                 |
| 2006 | Ask the Dust ‏                            | Camilla Lopez                |
| 2006 | بانديداس                                 | Sara Sandoval                |
| 2006 | قلوب وحيدة                               | Martha Beck                  |
| 2007 | عبر الكون                                | Bang Bang Shoot Shoot Nurses |
| 2009 | Cirque du Freak: The Vampire's Assistant | Madame Truska                |
| 2010 | البالغون                                 | Roxanne                      |
| 2011 | قطط ترتدي أحذية                          | Kitty Softpaws (voice)       |
| 2011 | Americano                                | Lola                         |
| 2011 | La chispa de la vida ‏                    | Luisa                        |
| 2012 | عصابة القراصنة! التعساء                  | Cutlass Liz (voice)          |
| 2012 | الهمج                                    | Elena                        |
| 2012 | هنا يأتي الازدهار                        | Bella Flores                 |
| 2013 | البالغون 2                               | Roxanne Chase-Feder          |
| 2014 | الدمى الأكثر طلبا                        | Herself                      |
| 2014 | النبي                                    | Kamila (voice)               |
| 2014 | إيفرلي                                   | Everly                       |
| 2014 | سم كايند أوف بيوتفل                      | Olivia                       |
| 2015 | حكاية الحكايات                           | Queen of Longtrellis         |
| 2015 | سبتمبر شيراز                             | Farnez                       |
| 2016 | حفلة نقانق                               | Theresa Taco (voice)         |
| 2017 | Beatriz at Dinner                        | Beatriz                      |
| 2017 | How to Be a Latin Lover                  | Sara                         |
| 2017 | الحارس الشخصي لقاتل محترف                | Sonia Kincaid                |
| 2018 | The Hummingbird Project                  | Eva Torres                   |
| 2019 | والدان مخموران                           | Nancy                        |
| 2020 | ببراعة                                   | Claire Luna                  |
| 2020 | The Roads Not Taken                      | Dolores                      |
| 2021 | الأبديون                                 | Ajak                         |
| 2021 | الحارس الشخصي لزوجة قاتل محترف           | Sonia Kincaid                |

تلفزيون
| سنة       | عنوان                 | الدور                             |
| --------- | --------------------- | --------------------------------- |
| 1988      | Un Nuevo Amanecer     | Fabiola                           |
| 1989      | تريزا                 | Teresa                            |
| 1992      | Dream On ‏             | Carmela                           |
| 1993      | The Sinbad Show       | Gloria Contreras                  |
| 1994      | Roadracers            | Donna                             |
| 1994      | El vuelo del águila   | Juana Cata                        |
| 1997      | The Hunchback ‏        | Esmeralda                         |
| 1997      | Gente Bien            | Teresa                            |
| 1999      | Action                | Herself                           |
| 2001      | في زمن الفراشات       | الأخوات ميرابال                   |
| 2003      | The Maldonado Miracle |                                   |
| 2003      | ساترداي نايت لايف     | Guest host                        |
| 2006–2010 | بيتي القبيحة          | Sofia Reyes / Nurse in Telenovela |
| 2009–2013 | 30 روك                | Elisa Pedrera                     |

## الجوائز والترشيحات
الأوسكار
أفضل ممثلة رئيسية عام 2003 عن فيلم فريدا.
وأفضل ممثلة في أمريكا الجنوبية.
الغولدن غلوب
أفضل ممثلة عام 2003 عن فيلم فريدا.

## وصلات خارجية
- سلمى حايك على موقع IMDb (الإنجليزية)
- سلمى حايك على موقع ميتاكريتيك (الإنجليزية)
- سلمى حايك على موقع الموسوعة البريطانية (الإنجليزية)
- سلمى حايك على موقع روتن توميتوز (الإنجليزية)
- سلمى حايك على موقع مونزينجر (الألمانية)
- سلمى حايك على موقع قاعدة بيانات الأفلام العربية
- سلمى حايك على موقع ألو سيني (الفرنسية)
- سلمى حايك على موقع ميوزك برينز (الإنجليزية)
- سلمى حايك على موقع تيرنر كلاسيك موفيز (الإنجليزية)
- سلمى حايك على موقع أول موفي (الإنجليزية)